# Мале Доле (Войник)
Мале Доле (словен. Male Dole) — поселення в общині Войник, Савинський регіон, Словенія. 
Висота над рівнем моря: 359,8 м.